# Amorphophallus xiei
Amorphophallus xiei är en kallaväxtart som beskrevs av Hen Li och Z.L.Dao. Amorphophallus xiei ingår i släktet Amorphophallus och familjen kallaväxter. Inga underarter finns listade.